# ヴァリオLF2
ヴァリオLF2（Vario LF2）は、チェコのコンソーシアムであるアライアンスTWが展開する、2車体連接構造を有する路面電車車両である。

## 概要
チェコのプラゴイメックス（Pragoimex s.v.）、クルノフ修理機械工場（Krnovské opravny a strojírny s.r.o.）、VKVプラハ（VKV Praha s.r.o.）の3社によるコンソーシアムであるアライアンスTWが展開する路面電車車両の1つ。片運転台式の2車体連接車で、連接部分を除いた車体中央部、車内全体の43 %は床上高さ350 mmの低床構造となっている。主電動機は誘導電動機が用いられており、各台車に2基搭載されている。また、制御装置としてTVユーロパルス（TV Europulse）が採用されている他、診断用にマイクロプロセッサを使った「CECOMM」が導入されており、これらの機器は屋根上に設置されている。
ヴァリオLF2は顧客の要望に応じ、以下の車種が展開されている。
- ヴァリオLF2.E - 全ての部品を新造した車種[4]。
- ヴァリオLF2R.E、ヴァリオLF2R.S - タトラK2の台車を始めとした一部機器を流用する形で製造された車種[1][5]。

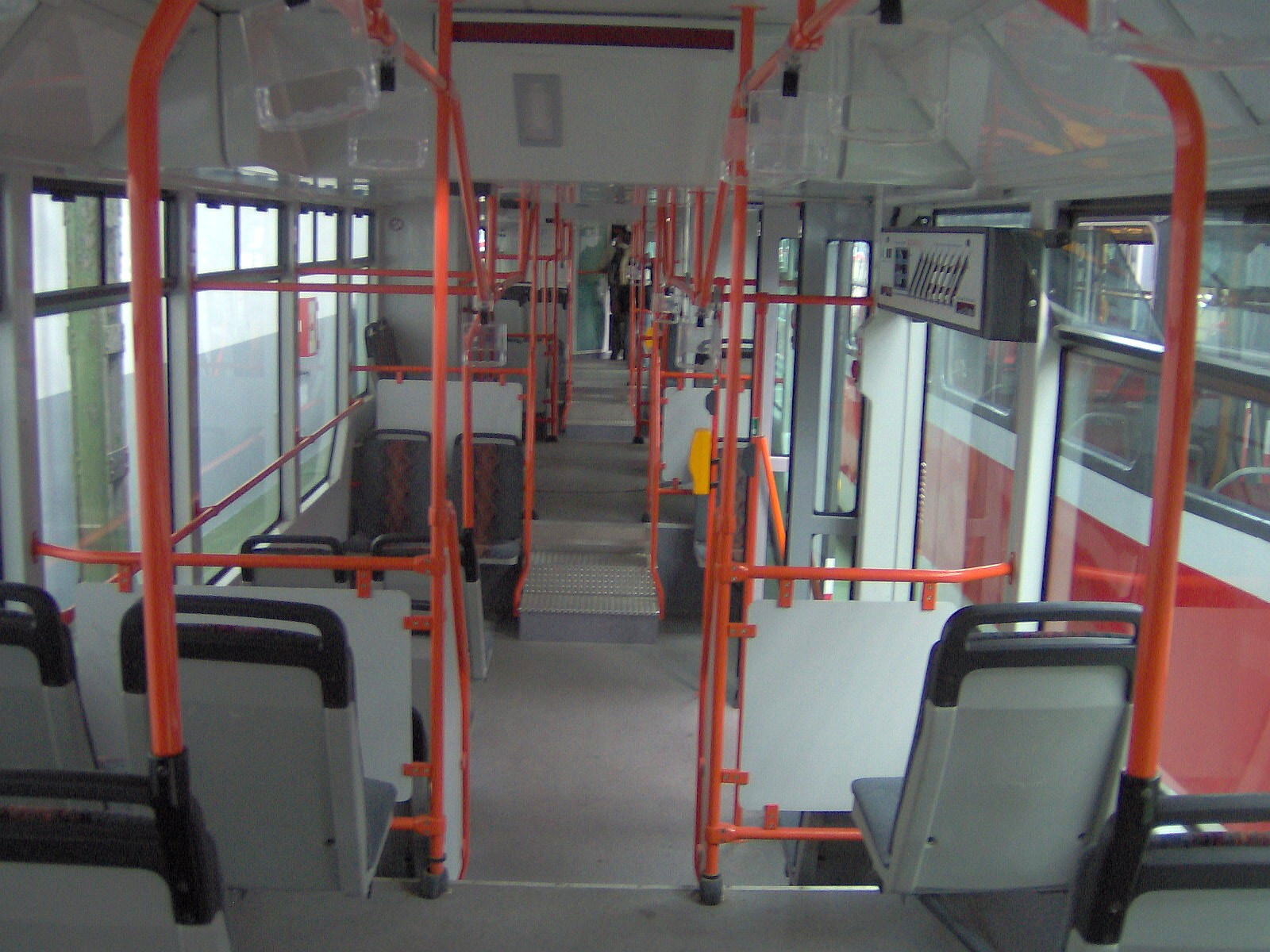
車内（ブルノ）
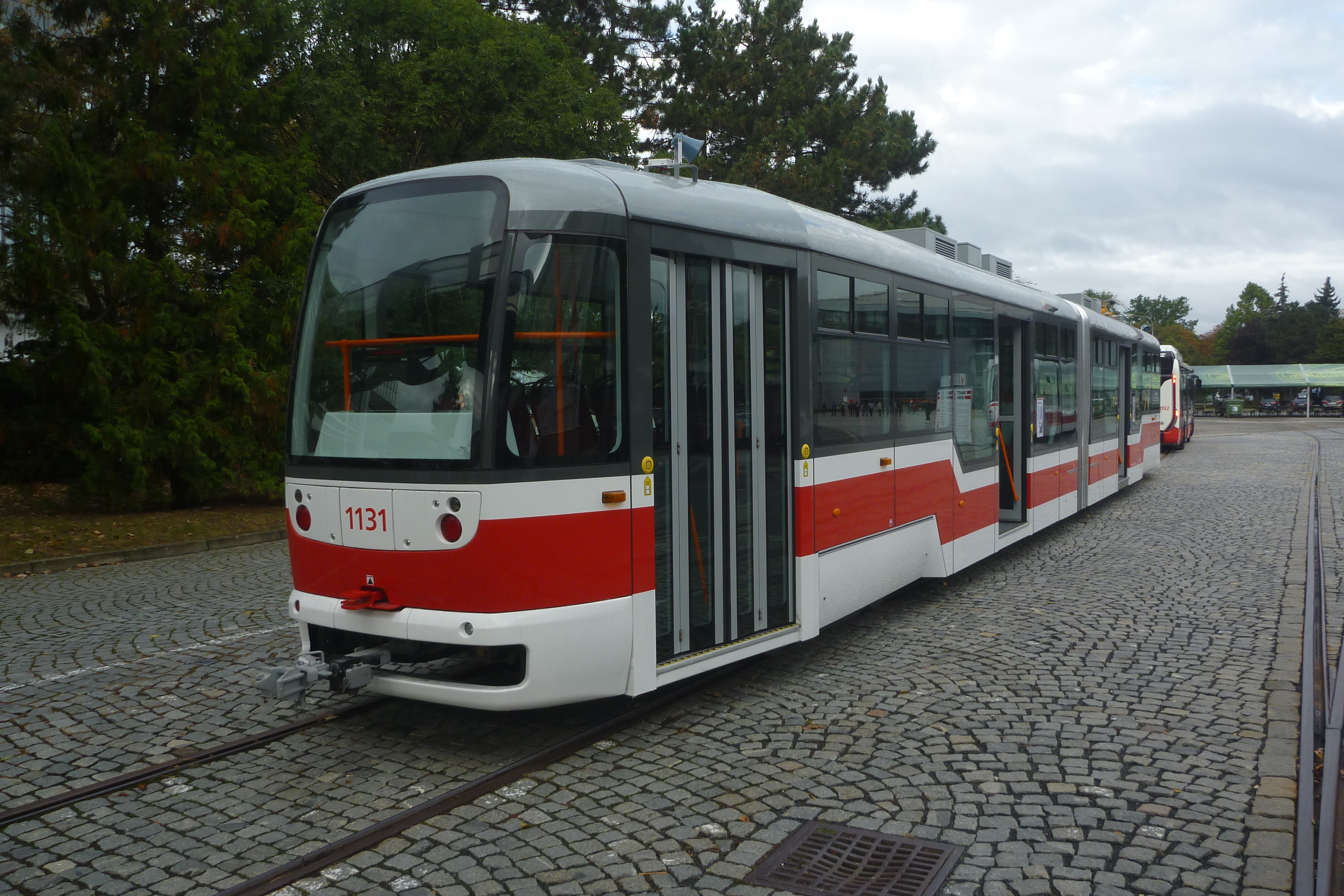
後方（ブルノ）

## 導入都市
2021年現在、ヴァリオLF2が使用されている路面電車路線は以下の通りである。そのうちブルノ市電（ブルノ）では連結運転も行われている。
| ヴァリオLF2 導入都市一覧 | ヴァリオLF2 導入都市一覧 | ヴァリオLF2 導入都市一覧        | ヴァリオLF2 導入都市一覧 | ヴァリオLF2 導入都市一覧 |
| 形式                     | 導入国                   | 都市                            | 導入車両数               | 備考・参考               |
| ------------------------ | ------------------------ | ------------------------------- | ------------------------ | ------------------------ |
| ヴァリオLF2.E            | チェコ                   | オストラヴァ (オストラヴァ市電) | 1両                      | [ 4 ]                    |
| ヴァリオLF2R.E           | チェコ                   | ブルノ (ブルノ市電)             | 32両                     | [ 6 ]                    |
| ヴァリオLF2R.S           | チェコ                   | オストラヴァ (オストラヴァ市電) | 2両                      | [ 7 ]                    |

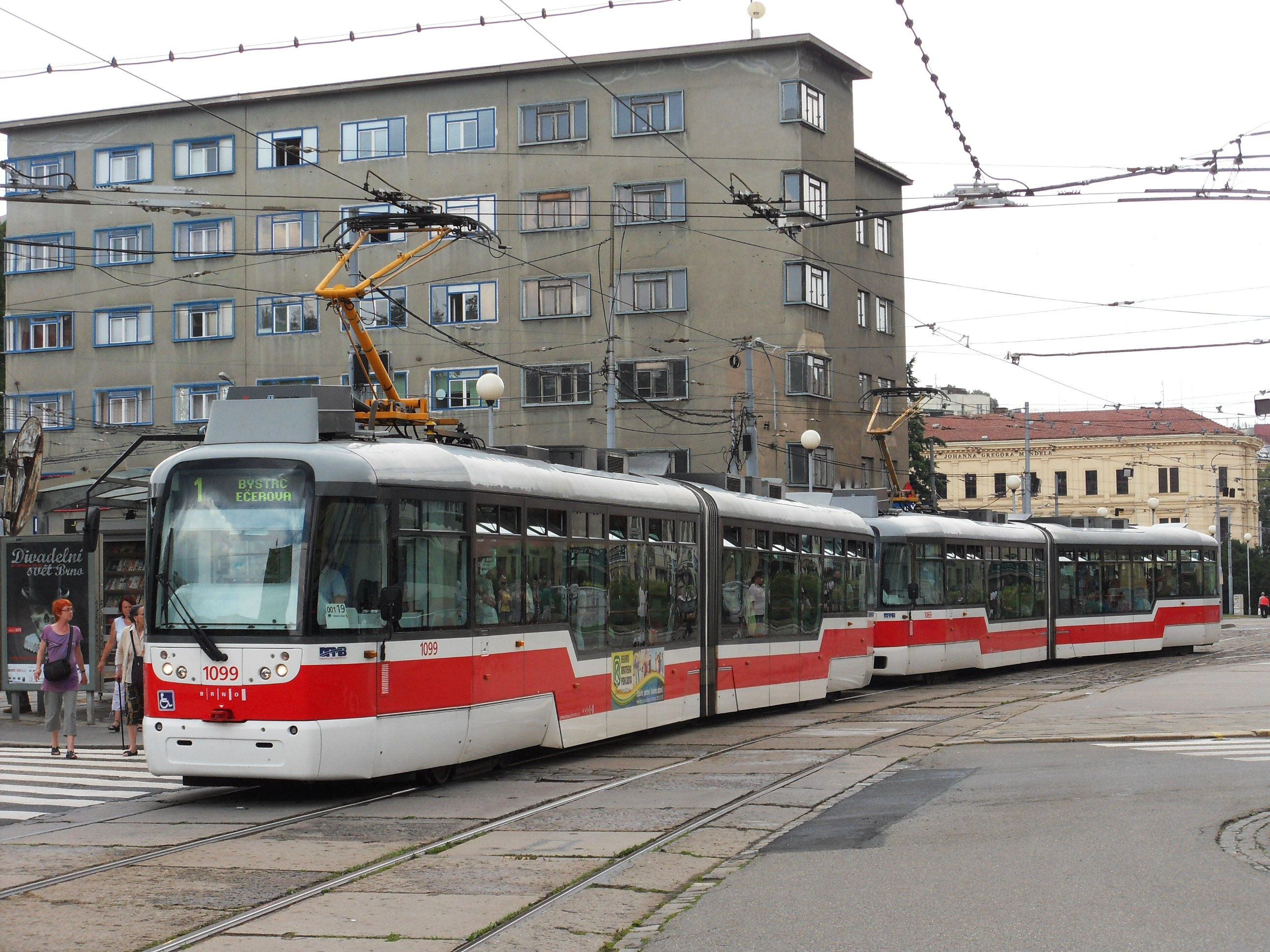
チェコ：ブルノ（2011年撮影）
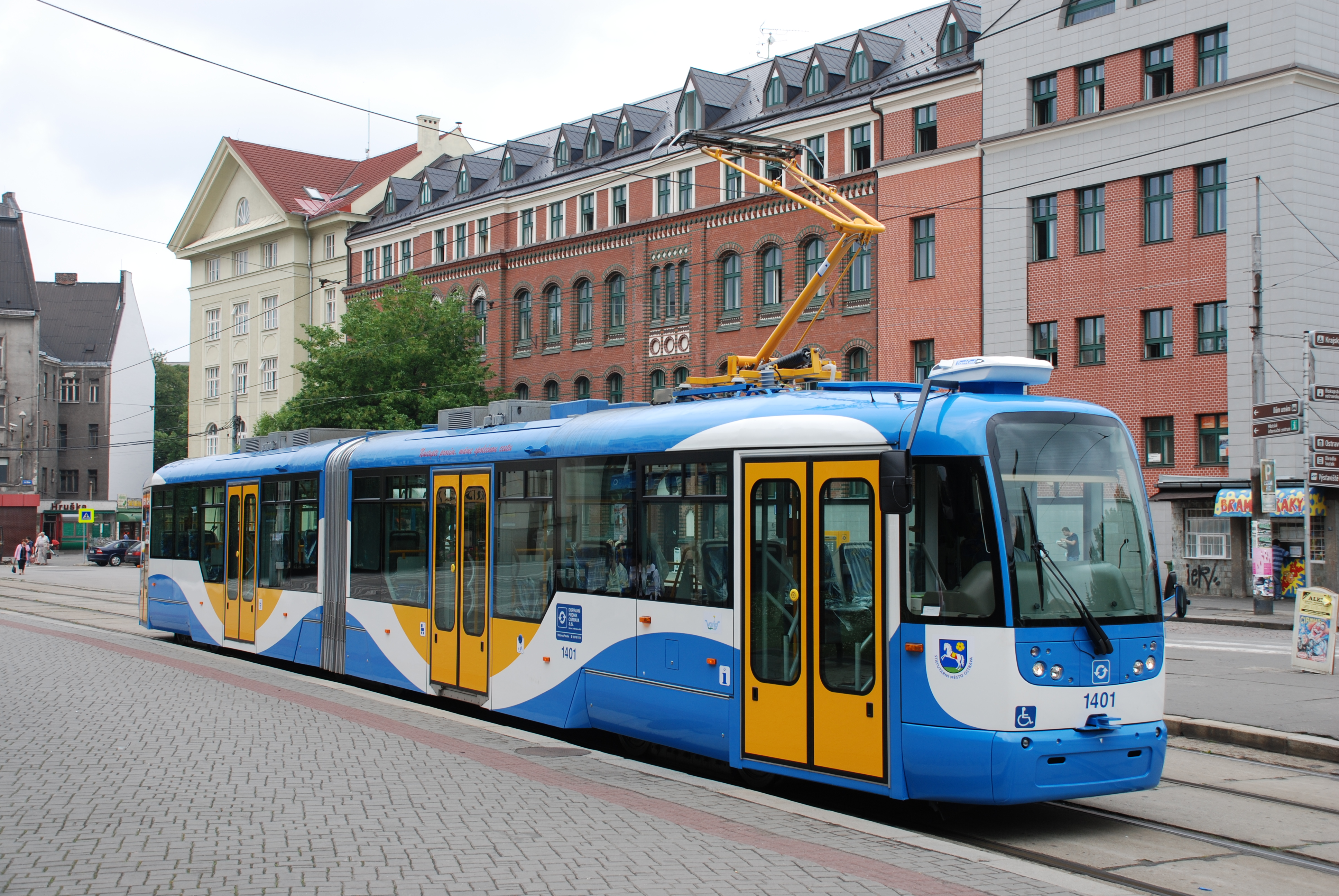
チェコ：オストラヴァ（2007年撮影）